# Пантюк Сергій Дмитрович
Сергі́й Дми́трович Пантю́к (нар. 10 лютого 1966, с. Сокілець Дунаєвецького району Хмельницької області) — український письменник, перекладач, редактор, журналіст, громадський діяч і видавець. Член Національної спілки журналістів України (від 1993). Член Національної спілки письменників України (від 1997), її секретар (2011—2014).

## Родина
Народився в лікарні сусіднього села Великий Жванчик. Перші п'ять років вплив на виховання мали прабабуся Марфа Антонівна Франчук, дідусь Микола Микитович Вознюк та бабуся Галина Дем'янівна Вознюк.
Має синів Романа, Яромира та Богодара.

## Освіта
Навчався в середній школі № 2 у Кам'янці-Подільському, однак за дві чверті до завершення школи перейшов у середню школу № 15, яку закінчив у 1983. Згодом завершив філологічний факультет Кам'янець-Подільського педагогічного інституту (нині — Кам'янець-Подільський національний університет).

## Кар'єра
Служив у радянській армії (Азербайджан), працював на заводі, у школі в селі Підпилип'я Кам'янець-Подільського району вчителем української мови, німецької мови, малювання та фізкультури. Згодом — в редакціях кількох газет, пройшовши шлях від коректора до головного редактора.
Мешкав і працював у Чернівцях та Хмельницькому, майже три роки — на Півночі Росії, від 2004 року — у Києві.
2014-2016 рр. — доброволець АТО/ООС, волонтер. 
Від 24 лютого до 12 травня 2022 р. — доброволець ТРО.
Від 13 травня 2022 р. — військовослужбовець ЗСУ, головний сержант батареї протитанкових керованих ракет 23-го ОБСП.

## Творчість
Автор дев'ятнадцяти поетичних збірок:
1. «Таїнство причастя» (1994),
2. «Тінь Аріяни» (1994),
3. «Храм характерників» (1996),
4. «Володар вогню» (2000),
5. «Цілунок блискавки» (2002),
6. «Босяцький калфа» (2003),
7. «Босяцький калфа. Вибрані поезії» (2005),
8. «Смак Бога» (2009),
9. «Неслухняники. Вірші для дітей» (2010),
10. «Соло для дримби» (2012),
11. «Мовизна» (2014),
12. «Оченята кольору антрациту» (2015),
13. «Поранений херувим» (2015),
14. «Дев'яностіада. Поема-есей про поетів і поеток» (2016),
15. «Так мовчав Заратустра. Вибрані поезії» (2017),
16. «Про100 вірші. Емоції, стани» (2018),
17. «Абетка грибничка» (2019).
18. «Емоджинаріум, або Подорож у світ почуттів» (2020).
19. «Зникома зима» (2023).

Проза:
- 2007 — роман «Сім днів і вузол смерті».
- 2009 — збірка новел «Як зав'язати з бухлом і курінням» (видавництво «Зелений пес»).
- 2012 — роман «Війна і ми» (видавництво «Ярославів Вал», серія «Червоне і чорне», диплом «Коронації слова» у номінації «Вибір видавців»).
- 2015 — науково-фантастична повість для дітей «Вінчі й Едісон», (видавництво «Фонтан казок»).
- 2016 — повість для дітей «Тимко і ґелґотунчик Шкода», (видавництво «Фонтан казок»).
- 2020 — повість для підлітків «Швидше не буває», (видавництво «Наш формат»).
- 2021 — збірка новел та оповідок «Книжка в дорогу» (видавництво «Меркюрі Поділля»).
- 2024 — повість-казка для дітей «Фікус Бенджамін розповідає про щастя» (видавництво «Навчальна книга "Богдан»).

Автор численних публікацій у вітчизняній і закордонній періодиці. Тексти перекладалися багатьма мовами, зокрема англійською, албанською, білоруською, болгарською, в'єтнамською, вірменською, грузинською, італійською, литовською, німецькою, польською, російською, румунською, сербською, французькою, хорватською, японською.
Упорядник антології «Аморалка» (Фоліо, 2010) та поетичного збірника «Ніч еротичної поезії» (Зелений пес, 2011).
Учасник видавничих проектів
- «Сновиди» (А-ба-ба-га-ла-ма-га, 2010),
- "Одкровення в кафе «Пегас» (Ярославів Вал, 2010),[2]
- «Щоденник» (ВЄУ, 2010),
- «V.I.P. Іронічна поезія» (Зелений пес, 2011),
- «Посмішка чорного кота. Гобі, забобони, анекдоти» (Ярославів Вал, 2011),[3]
- «Татомамасніг. Книжка-сніжка зимових дивовиж» — казка «Леді Колдноус» (видавництво «Асса», 2021).

Засновник всеукраїнського фестивалю поезії та авторської пісні «Під знаком Водолія» (1996, з 2008 — «Сліва-фест», з 2012 — «Віршень»). Співорганізатор (з Максимом Розумним) першого Всеукраїнського поетичного мегамарафону «Віршень», який тривав з 1 березня до 7 квітня 2012. Учасник багатьох літературно-мистецьких фестивалів та перформансів.
Від листопада 2011 — секретар Національної спілки письменників України по роботі з молодими авторами, голова Приймальної комісії.
Є власником і членом редакційної ради Порталу сучасної української літератури «Укр. Літ».

## Громадська та політична діяльність

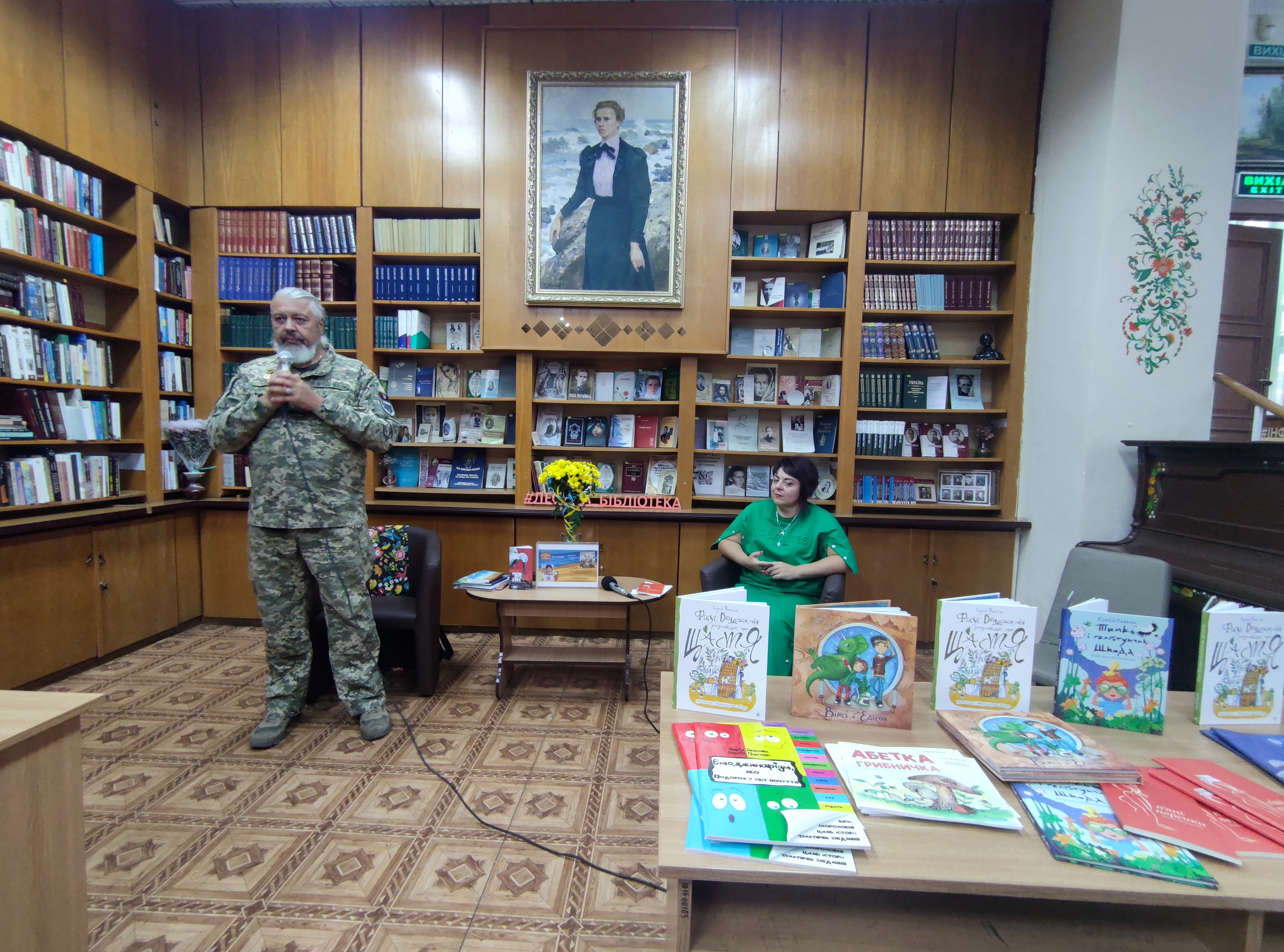
Сергій Пантюк і Тетяна Шептицька в бібліотеці Лесі Українки, жовтень 2024

До громадської діяльності причетний з 1989 року. Брав участь у студентському протесті «Революція на граніті», рухах «Україна без Кучми» та «За правду». Від Помаранчевої революції і до 2009 р. — активіст Громадянської кампанії «ПОРА».
Учасник Євромайдану (від 26 листопада 2013 р.), Революції Гідності та українсько-російської війни (у складі Добровольчого батальйону ОУН). Займається підтримкою творчої молоді. Був організатором і постійним модератором спільноти Толока інтелектуальних комунікацій (ТІК).
Толока інтелектуальних комунікацій (ТІК) — самоорганізована неформалізована спільнота в Україні.
Об'єднує небайдужих, громадсько активних та відповідальних людей, готових до напрацювання креативних, продуктивних та перспективних ідей, концепцій та планів.
ТІК — це вільний майданчик для вільних громадян, не заангажований і не дотичний до жодної з політичних сил, місце для дискусій, в основі яких — свобода слова, взаємоповага та коректність.
Перше засідання відбулося 25 листопада 2010 р. На зустрічах ТІК, зокрема, обговорювалися питання:
- українського націоналізму (19 травня 2011,[9] участь брали Сергій Пантюк, Петро Вознюк, Володимир Гонський, Андрій Іллєнко, Дмитро Капранов, Юрій Міндюк, Олександр Палій, Віктор Рог, Тарас Рондзістий, Андрій Юсов та інші.[10]
- «еліти» і всього, що з нею пов'язане.[5]
- Українська книжка: шлях до читача вдома й за кордоном (спільно з НСПУ)[11]
- Тарас Шевченко — національний символ чи об'єкт політичних спекуляцій?[12]

Організував меморіальні читання «Теперішні вірші для вічно живих» 25 лютого 2011, в день народження Лесі Українки, біля її надгробка.
У 2020 році був членом журі літературного конкурсу ім. А.Лупиноса

## Викладацька діяльність
Читав курс «Вчимося писати вірші, або Як не стати графоманом» в київській компанії Кругозір.
Створив при видавництві «Смолоскип» мистецькі курси «Студія вільного слова», де читав курси «Поезія. Як стати справжнім поетом», «Проза. Від замальовки до роману», «Як видати книжку: від пера до читача».
Викладав основи поетичної та прозової майстерності у Креативній міжнародній дитячій школі (КМДШ) та курс світової літератури в альтернативній школі «Соняшник».

## Видавнича діяльність
Займається видавничою діяльністю. Заснував поетичну серію «Двітисячідесятники». Видав «артхаусну» прозу Бориса Гуменюка, Володимира Сердюка, Ярослава Ороса, Андрія Коваленка, Костянтина Коверзнєва, Олега Шинкаренка; історичний роман Дмитра Калинчука (Вовнянко) «Дівча в прицілі», прозу та публіцистику Богдана Теленька; першу книжку молодого критика Яра Левчука; перші поетичні збірки Тараса Григорчука, Павла Нечитайла, Вано Крюгера, Олекси Губського, Олександра Колісника, Олександра Норова, Ольги Остапчук, Дмитра Мамчура, Тетяни Землякової, Максима Меркулова, Світлани Дриль, Олени Гетьманець, Тетяни Шептицької, Олени Задорожної, Ярослава Платміра, Влада Сорда, Олекси Бика; вибрані поезії Михайла Батога, Марини Брацило, Анатолія Дністрового, Остапа Сливинського, Юлії Косівчук, Максима Розумного, Людмили Веселої, Костянтина Мордатенка, Оверкія Бештифранта, Сашка Обрія, прозу та публіцистику Юрія В. Ноги, останню прижиттєву поетичну збірку Василя Кожелянка, першу у Східній Європі книжку вибраних поезій Едварда Естлінга Каммінгса «Тюльпани й димарі» (переклад І. Андрусяка та К. Борисенко).
Серед видань, випущених у світ «Видавництвом Сергія Пантюка» — заснована Фондом «Антикорупція» серія «Мафія в Україні», зокрема, резонансі книги «Кримський гамбіт» та «Донецька мафія. Перезавантаження» та низка скандальних історико-публіцистичних досліджень Павла Правого (Бондаренка), серед яких: «Святослав. Останній каган Руси», «Володимир. Хрещення брехнею», «Бандерівці. Червоним по чорному», «Картонні герої», «Таємна історія Московії» та інших.
Видав першу в історії української літератури поетичну збірку «Вірші з війни» Бориса Гуменюка, написану на передовій українсько-російської війни. На сьогодні книжку перекладено та видано кримсько-татарською та польською мовами, окремі вірші з неї перекладалися англійською, німецькою та російською.
Засновник волонтерського видавничого проекту «Рядки з передової» та співупорядник (з Оленою Задорожною) однойменної поетичної антології.
Тривалий час був співкоординатором (з Борисом Гуменюком) мистецького об'єднання «Інша література» та однойменного інтернет-ресурсу.

## Досвід театру та кіно
У 2009 р. – взяв участь у виставах Театрального центру НаУКМА «Дванадцята ніч» за В. Шекспіром (роль пана Тобі) та «Драма без горілки» за п’єсою Володимира Самійленка (роль Гавкуна). Режисер – Максим Коняка (Рубан).
У 2019 р. – участь у виставі Чернігівського молодіжного театру ім. Геннадія Касьянова «Пан Перевертас та інші»  (роль Поета). Режисер – заслужений артист України Олексій Биш, драматургія – Дмитро Мамчур. 
У 2018 р. – короткометражний фільм «WANTED» (роль Індіанця та закадровий текст). Режисери та автори сценарію – Анастасія Гетьман, Ірена Скакун, Олександра Сауляк .

## Відзнаки
Лауреат:
- Міжнародного літературного конкурсу «Гранослов» (1993),
- Всеукраїнського поетично-музичного фестивалю «Лір» (1995),
- Всеукраїнської премії ім. Якова Гальчевського «За подвижництво в державотворенні» (2007),
- Всеукраїнської літературної премії ім. Василя Симоненка (2014),
- Всеукраїнської літературної премії ім. Тодося Осьмачки (2017),
- Премії "Літературні підсумки року «Глиняний кіт» (2018),
- Літературної премії імені Юрія Яновського (2019),
- Всеукраїнської літературно-мистецької премії імені Василя Юхимовича (2024).

Дипломант:
- Всеукраїнського конкурсу малої прози «Що записано в книгу життя»,
- Конкурсу романів, кіносценаріїв та пісенної лірики про кохання «Коронація слова» у номінації «Вибір видавців» (2009 — за роман «Сім днів і вузол смерті» та 2011 — за роман «Війна і ми»).[17]
- Конкурсу «Молода КороНація» у номінації «Кращий твір — дорослі для дітей» — за поему «Гриць — вигадник небилиць» (2018).

## Хобі
Збирання грибів, риболовля, колекціонування фрагментів текстів-автографів.